# Echipa națională de fotbal a Canadei
Echipa națională de fotbal a Canadei reprezintă Canada în competițiile fotbalistice internaționale și este controlată de Asociația Canadiană de Fotbal.

## Palmares
- Campionatul Mondial de Fotbal

| 1930 până în 1954 | Nu a intrat              | Nu a intrat              | Nu a intrat              | Nu a intrat              | Nu a intrat              | Nu a intrat              | Nu a intrat              | Nu a intrat              | Nu a intrat              | Nu a intrat              |
| 1958              | Nu s-a calificat         | Nu s-a calificat         | Nu s-a calificat         | Nu s-a calificat         | Nu s-a calificat         | Nu s-a calificat         | Nu s-a calificat         | Nu s-a calificat         | Nu s-a calificat         | Nu s-a calificat         |
| 1962 - 1966       | Nu a intrat              | Nu a intrat              | Nu a intrat              | Nu a intrat              | Nu a intrat              | Nu a intrat              | Nu a intrat              | Nu a intrat              | Nu a intrat              | Nu a intrat              |
| 1970 până în 1982 | Nu s-a calificat         | Nu s-a calificat         | Nu s-a calificat         | Nu s-a calificat         | Nu s-a calificat         | Nu s-a calificat         | Nu s-a calificat         | Nu s-a calificat         | Nu s-a calificat         | Nu s-a calificat         |
| 1986              | Faza Grupelor            | 24                       | 3                        | 0                        | 0                        | 3                        | 0                        | 5                        |                          |                          |
| 1990 până în 2018 | Nu s-a calificat         | Nu s-a calificat         | Nu s-a calificat         | Nu s-a calificat         | Nu s-a calificat         | Nu s-a calificat         | Nu s-a calificat         | Nu s-a calificat         | Nu s-a calificat         | Nu s-a calificat         |
| 2022              | Faza Grupelor            |                          | 3                        | 0                        | 0                        | 3                        | 2                        | 7                        |                          |                          |
| 2026              | Calificată ca țară gazdă | Calificată ca țară gazdă | Calificată ca țară gazdă | Calificată ca țară gazdă | Calificată ca țară gazdă | Calificată ca țară gazdă | Calificată ca țară gazdă | Calificată ca țară gazdă | Calificată ca țară gazdă | Calificată ca țară gazdă |
| Total             | 3/23                     |                          | 6                        | 0                        | 0                        | 6                        | 2                        | 12                       |                          |                          |

| Istoria Campionatului Mondial | Istoria Campionatului Mondial | Istoria Campionatului Mondial | Istoria Campionatului Mondial |
| Anul                          | Runda                         | Scor                          | Rezultat                      |
| ----------------------------- | ----------------------------- | ----------------------------- | ----------------------------- |
| 1986                          | Faza Grupelor                 | Canada 0 – 1 Franța           | Înfrângere                    |
| 1986                          | Faza Grupelor                 | Canada 0 – 2 Ungaria          | Înfrângere                    |
| 1986                          | Faza Grupelor                 | Canada 0 – 2 Rusia            | Înfrângere                    |
| 2022                          | Faza Grupelor                 | Canada 0 – 1 Belgia           | Înfrângere                    |
| 2022                          | Faza Grupelor                 | Canada 1 – 4 Croația          | Înfrângere                    |
| 2022                          | Faza Grupelor                 | Canada 1 – 2 Maroc            | Înfrângere                    |

## Adversari
| Adversar | Meciuri | Victorie | Remiză | Înfrângere |          | Adversar | Meciuri | Victorie | Remiză | Înfrângere |
| -------- | ------- | -------- | ------ | ---------- | -------- | -------- | ------- | -------- | ------ | ---------- |
| Belgia   | 1       | 0        | 0      | 1          | Croația  | 1        | 0       | 0        | 1      |            |
| Franța   | 1       | 0        | 0      | 1          | Maroc    | 1        | 0       | 0        | 1      |            |
| Rusia    | 1       | 0        | 0      | 1          | Ungaria  | 1        | 0       | 0        | 1      |            |
| 3 echipe | 3       | 0        | 0      | 3          | 3 echipe | 3        | 0       | 0        | 3      |            |

## Recorduri individuale

### Cele mai multe selecții
| # | Nume              | Selecții | Goluri | Perioadă     |
| - | ----------------- | -------- | ------ | ------------ |
| 1 | Atiba Hutchinson  | 105      | 9      | 2003–2023    |
| 2 | Julián de Guzmán  | 89       | 4      | 2002–2016    |
| 3 | Paul Stalteri     | 84       | 7      | 1997–2010    |
| 4 | Randy Samuel      | 82       | 0      | 1983–1997    |
| 5 | Dwayne De Rosario | 81       | 22     | 1998–2015    |
| 6 | Milan Borjan      | 80       | 0      | 2011–prezent |
| 7 | Mark Watson       | 78       | 3      | 1991–2004    |
| 8 | Jonathan Osorio   | 71       | 9      | 2013–present |
| 9 | Lyndon Hooper     | 68       | 3      | 1986–1997    |
| 9 | Samuel Piette     | 68       | 0      | 2012–prezent |

Jucătorii în text aldin sunt încă activi.

### Cele mai multe goluri
| #  | Nume              | Goluri | Selecții | Medie | Perioadă     |
| -- | ----------------- | ------ | -------- | ----- | ------------ |
| 1  | Cyle Larin        | 29     | 66       | 0.44  | 2014–prezent |
| 2  | Jonathan David    | 26     | 46       | 0.57  | 2018–prezent |
| 3  | Dwayne De Rosario | 22     | 81       | 0.27  | 1998–2015    |
| 4  | Lucas Cavallini   | 19     | 40       | 0.48  | 2012–prezent |
| 4  | John Catliff      | 19     | 43       | 0.44  | 1984–1994    |
| 4  | Dale Mitchell     | 19     | 55       | 0.35  | 1980–1993    |
| 7  | Tosaint Ricketts  | 17     | 61       | 0.28  | 2011–2020    |
| 8  | Junior Hoilett    | 16     | 62       | 0.26  | 2015–prezent |
| 8  | Alex Bunbury      | 16     | 66       | 0.25  | 1986–1997    |
| 10 | Ali Gerba         | 15     | 30       | 0.5   | 2005–2011    |
| 10 | Alphonso Davies   | 15     | 45       | 0.33  | 2017–prezent |

Jucătorii în text aldin sunt încă activi.

## Selecționeri
Antrenorii în text aldin au fost interimari.
- Don Petrie (1957)
- Peter Dinsdale (1968–1970)
- Frank Pike (1970–1973)
- Eckhard Krautzun (1973–1977)
- Barrie Clarke (1979–1981)
- Tony Waiters (1981–1985, 1985–1986, 1990–1991)
- Bruce Wilson (1985)
- Bob Bearpark (1986–1987)
- Tony Taylor (1988–1989)
- Bob Lenarduzzi (1989–1990, 1992–1997)
- Bruce Twamley (1998)
- Holger Osieck (1999–2003)
- Colin Miller (2003, 2013)
- Frank Yallop (2004–2006)
- Stephen Hart (2006–2007, 2009)
- Dale Mitchell (2007–2009)
- Stephen Hart (2009–2012)
- Tony Fonseca (2013)
- Benito Floro (2013–2016)
- Michael Findlay (2016–2017)
- Octavio Zambrano (2017–2018)
- John Herdman (2018–2023)
- Mauro Biello (2023–2024)
- Jesse Marsch (2024–prezent)